# Hlače
Hlače su dio odjeće, kojom se prekriva donji dio tijela. U zapadnom svijetu se nose od 16. stoljeća. Pogotovo od druge polovice dvadesetog stoljeća je postalo običajno, da muškarci nose hlače i kasnije su ih počele nositi i žene. 

## Kratke hlače
Postoji i opcija kratkih hlača kod kojih su obje noge u potpunosti ili djelomično raskrivene.

## Hlače za žene
U Starom zavjetu stoji da se "žene ne smiju odijevati kao muškarci". Iz toga su neke vjerske skupine izvlukle zaključak da žene ne smiju nositi hlače jer je to "muška" odjeća. Tako nošenje hlača ženama zabranjuju ortodoksni Židovi kao i neke protestantske sljedbe poput menonita i pentekostalaca.

## Vanjske poveznice
- Convertible Ventilated Trousers  Arhivirana inačica izvorne stranice od 27. veljače 2012. (Wayback Machine)